# Albrechtice nad Vltavou
Pour les articles homonymes, voir Albrechtice.
Albrechtice nad Vltavou (en allemand : Albrechtitz) est une commune du district de Písek, dans la région de Bohême-du-Sud, en République tchèque. Sa population s'élevait à 918 habitants en 2020.

## Géographie
Albrechtice nad Vltavou est arrosée par la Vltava et se trouve à 12 km au sud-est de Pisek, à 34 km au nord-ouest de České Budějovice et à 93 km au sud de Prague.
|  |

La commune est limitée par Temešvár et Olešná au nord, par Slabčice, Dražíč, Chrášťany et Hosty à l'est, par Všemyslice au sud, et par Paseky et Kluky à l'ouest.

## Histoire
La première mention écrite du village date de 1352.

## Transports
Par la route, Albrechtice nad Vltavou se trouve à 11,8 km de Týn nad Vltavou, à 17 km de Písek, à 37,5 km de Ceské Budejovice et à 136 km de Prague.